# Idris (nome arabo)
Idris (in arabo: ﺍﺩﺭﻳﺲ) è un nome proprio di persona arabo maschile.

## Origine e diffusione
Questo nome, che viene traslitterato anche come Idriss e Idries, è basato sul verbo darasa ("studiare", "imparare"); nel Corano, Idrīs è un profeta, identificato generalmente con il patriarca biblico Enoch.
Va notato che questo nome coincide con Idris, un nome gallese omografo, ma ben distinto.

## Onomastico
Il nome è adespota, non essendo portato da alcun santo. L'onomastico si può festeggiare il 1º novembre, in occasione di Ognissanti.

## Persone
- Idris I, sovrano del Marocco
- Idris I di Libia, re della Libia
- Idris Elba, attore britannico

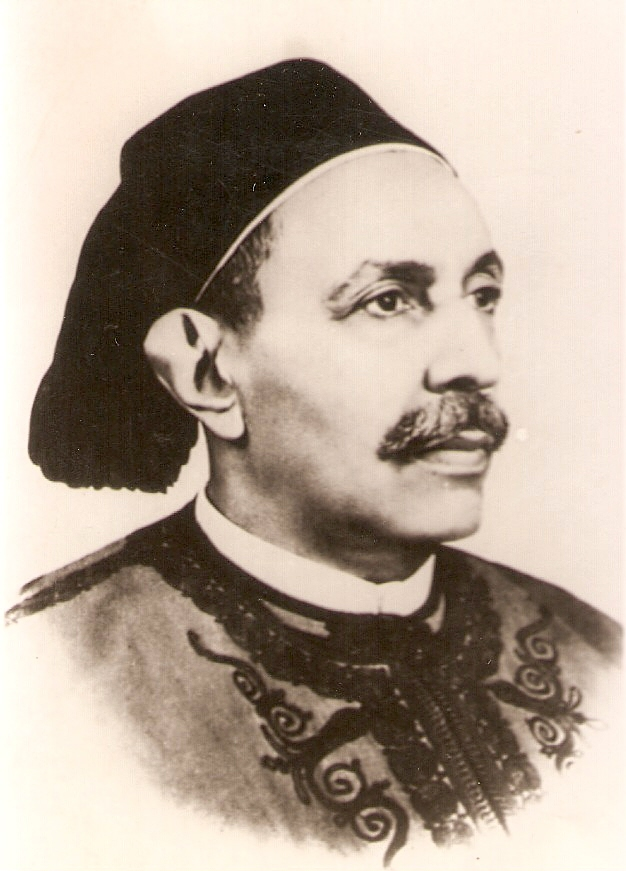
Idris I di Libia

- Idris Raizuwah, giocatore di calcio a 5 malese
- Idris Saïdou, giocatore di beach soccer francese

### Variante Idrissa

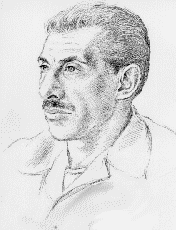
Idries Shah

- Idrissa Coulibaly, calciatore maliano
- Idrissa Gueye, calciatore senegalese
- Idrissa Laouali, calciatore nigerino
- Idrissa Ouédraogo, regista burkinabè
- Idrissa Seck, politico senegalese

### Altre varianti
- Idriss Déby, politico ciadiano
- Idriss Carlos Kameni, calciatore camerunese
- Idries Shah, scrittore britannico